# Colibrí inca bru
El colibrí inca bru (Coeligena wilsoni) és una espècie d'ocell de la família dels troquílids (Trochilidae).

## Descripció
- Fa uns 10 - 11 cm de llarg a banda del bec, que és recte i llarg.
- Color general del plomatge bru, més brillant per sobre, i amb el carpó més verd. A la gola una taca morada. Una piga blanca a cada costat del pit. Cua bronzada i poc forcada.[2]

## Hàbitat i distribució
Habita el bosc de boira i els boscos humits dels Andes del sud-oest de Colòmbia i oest de l'Equador.